# Cepivo proti COVID-19 Moderna
Cepivo proti COVID-19 Moderna je cepivo proti koronavirusni bolezni 2019 (covidu 19), ki vsebuje informacijsko RNK (mRNK) z zapisom za proizvodnjo koničnega proteina virusa SARS-CoV-2. Cepivo ne vsebuje virusa samega in ne more povzročiti covida 19.
Evropska agencija za zdravila (EMA) je izdala pogojno dovoljenje za promet s cepivom 6. januarja 2021. Gre za drugo cepivo, za katerega je EMA priporočila odobritev (pred tem je dovoljenje prejelo cepivo Comirnaty).
Cepivo se shranjuje pri –25 °C do –15 °C. Potrebno je cepljenje z dvema odmerkoma; drugi odmerek pacient prejme en mesec po prvem.
Po podatkih kliničnih preskušanj cepivo učinkovito prepreči koronavirusno bolezen 2019. Klinična preskušanja so pokazala 94-odstotno zmanjšanje števila primerov simptomatskega covida-19 pri osebah, ki so prejele cepivo. Ni pa znano, kako dolgo traja zaščita.

## Varnost
Najpogostejši neželeni učinki cepiva proti covidu 19 podjetja Moderna v preskušanju so bili običajno blagi ali zmerni in so v nekaj dneh po cepljenju izzveneli. Vključevali so bolečino in oteklino na mestu injiciranja, utrujenost, mrzlico, vročino, otekle ali občutljive bezgavke pod rokami, glavobol, bolečine v mišicah in sklepih, slabost in bruhanje.
Poročali so o anafilaksiji, zato se 15 minut po cepljenju priporoča pozorno spremljanje pacienta. V primeru pojava anafilaktične reakcije po cepljenju s cepivom je treba takoj zagotoviti ustrezno zdravljenje in nadzor. Posamezniki, ki so doživeli anafilaksijo po prejemu prvega odmerka cepiva, ne smejo prejeti drugega odmerka cepiva.

## Mehanizem delovanja
Gre za mRNK cepivo, kar pomeni, da vsebuje virusno mRNK, enkapsulirano v lipidne nanodelce, ne pa virusa samega in ne more povzročiti covida 19. Vsebovana mRNK nosi zapis za konični protein virusa SARS-CoV-2 in ima spremenjene nukleozide, in sicer zapisuje beljakovino z dvema substitucijama prolina v
večkrat ponovljenem zaporedju sedmih aminokislin v domeni 1; s čimer se konični protein stabilizira. Po injiciranju cepiva v mišico nekatere pacientove celice preberejo navodila mRNK in začasno proizvedejo omenjeno konično beljakovino. Imunski sistem osebe nato to beljakovino prepozna kot tujek in proti njej z limfociti B ustvari protitelesa ter aktivira limfocite T, da ga napadejo. Če kasneje cepljena oseba pride v stik z virusom SARS-CoV-2, ga bo imunski sistem prepoznal in bo aktiviral imunski sistem ter tako preprečil razvoj okužbe.